# Wright Morris
Wright Morris (Central City, Nebraska, Estados Unidos, 6 de janeiro de 1910 — 25 de abril de 1998) foi um novelista, ensaísta e fotógrafo estadunidense. Seu estilo é fotográfico, procurando dar com um mínimo de palavras o máximo de efeito.

## Obras
- My Uncle Dudley (1942)
- The Man Who Was There (1945)
- The Inhabitants(1946)
- The Home Place (1948)
- The World in the Attic (1949)
- Man and Boy (1951)
- The Works of Love  (1952)
- The Deep Sleep (1953)
- The Huge Season (1954)
- The Field of Vision (1956)
- Love Among the Cannibals (1957)
- Ceremony in Lone Tree (1960)
- One Day (1965)
- A Bill of Rites, a Bill of Wrongs, a Bill of Goods (essays) (1968)
- God's Country and My People (1968)
- In Orbit (1971)
- Fire Sermon (1971)
- A Life (1973)
- "Real Losses, Imaginary Gains"  (1976)
- The Fork River Space Project (1977)
- Plains Song: For Female Voices (1980)
- Will's Boy (1981)
- "Victrola" (1982) (short story in The New Yorker; O. Henry Award third prize)[1]
- Solo (1983)
- A Cloak of Light (1985)
- "Glimpse Into Another Country" (1985) (short story in The New Yorker; O. Henry Award)[1]
- Time Pieces: Photographs, Writing, and Memory (1989)